# Stauridiosarsia ophiogaster
Stauridiosarsia ophiogaster is een hydroïdpoliep uit de familie Corynidae. De poliep komt uit het geslacht Stauridiosarsia. Stauridiosarsia ophiogaster werd in 1879 voor het eerst wetenschappelijk beschreven door Haeckel. 